# Ба, Абдулайе
Абдулайе Ба (фр. Abdoulaye Ba; род. 1 января 1991 года в Сен-Луи, Сенегал) — сенегальский футболист, защитник клуба «Сабах».

## Клубная карьера
С 2008 года молодой сенегальский футболист начал заниматься в молодёжной академии «Порту». В 2010 году Ба был отдан на год в аренду в клуб второго португальского дивизиона «Спортинг» (Ковильян), где Абдулайе в 24 матчах сумел забить 9 голов. Следующий сезон сенегалец вновь провёл в аренде. В чемпионате Португалии 2011/12 Ба сыграл 21 матч за «Академику», в которых забил 1 гол.

25 января 2017 было объявлено о переходе игрока на правах аренды в клуб «Мюнхен 1860».

## Карьера в сборной
В сборной Сенегала Абдулайе дебютировал в марте 2012 года в товарищеском матче против сборной ЮАР. В августе 2012 года молодой сенегалец принял участие в летних Олимпийских играх 2012 года в Лондоне. На играх сборная Сенегала выбыла на стадии четвертьфинала, уступив в дополнительное время сборной Мексике 2:4, а сам Ба сыграл на турнире в трёх матчах.